# Люксметр

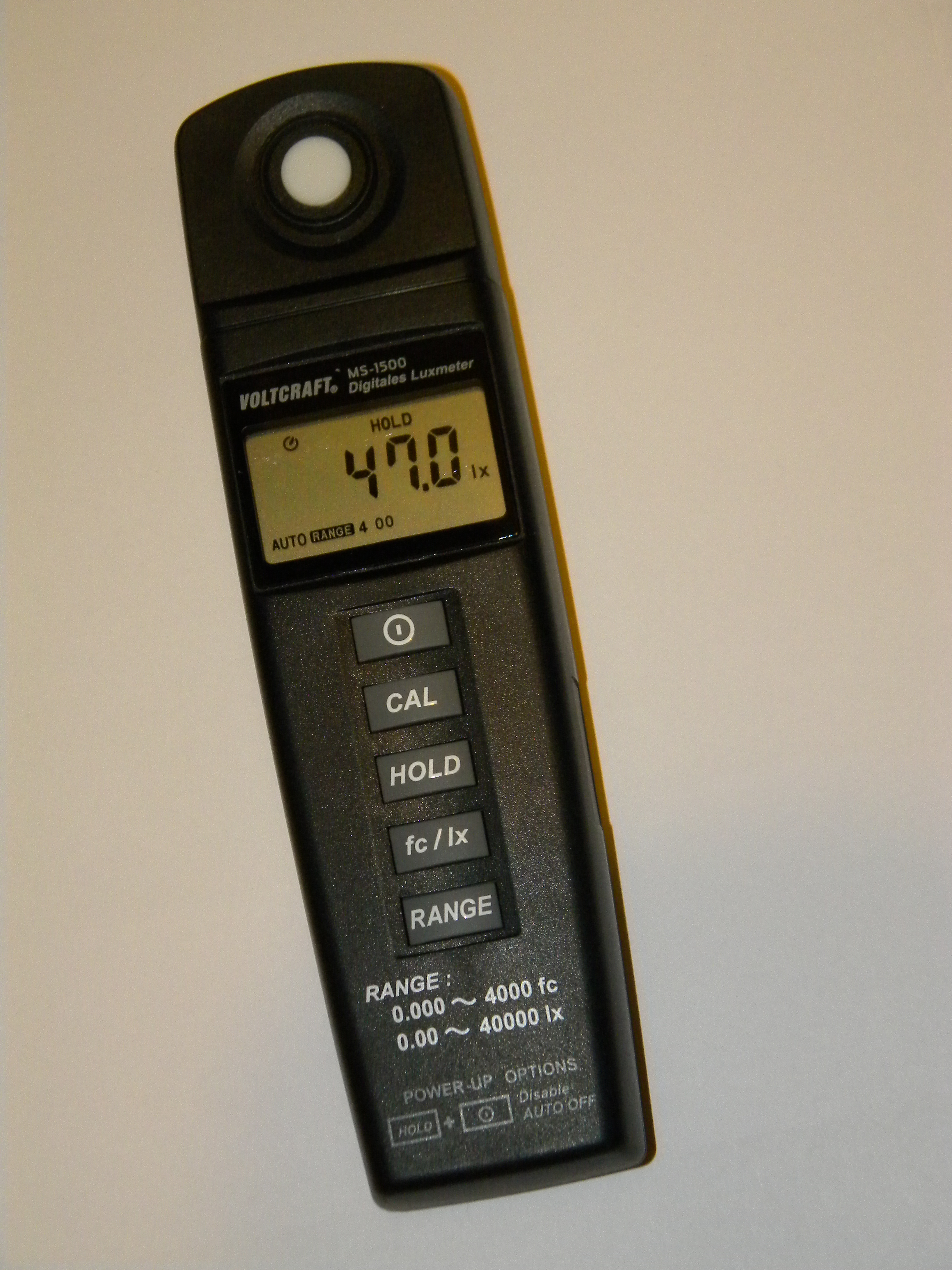
Люксметр

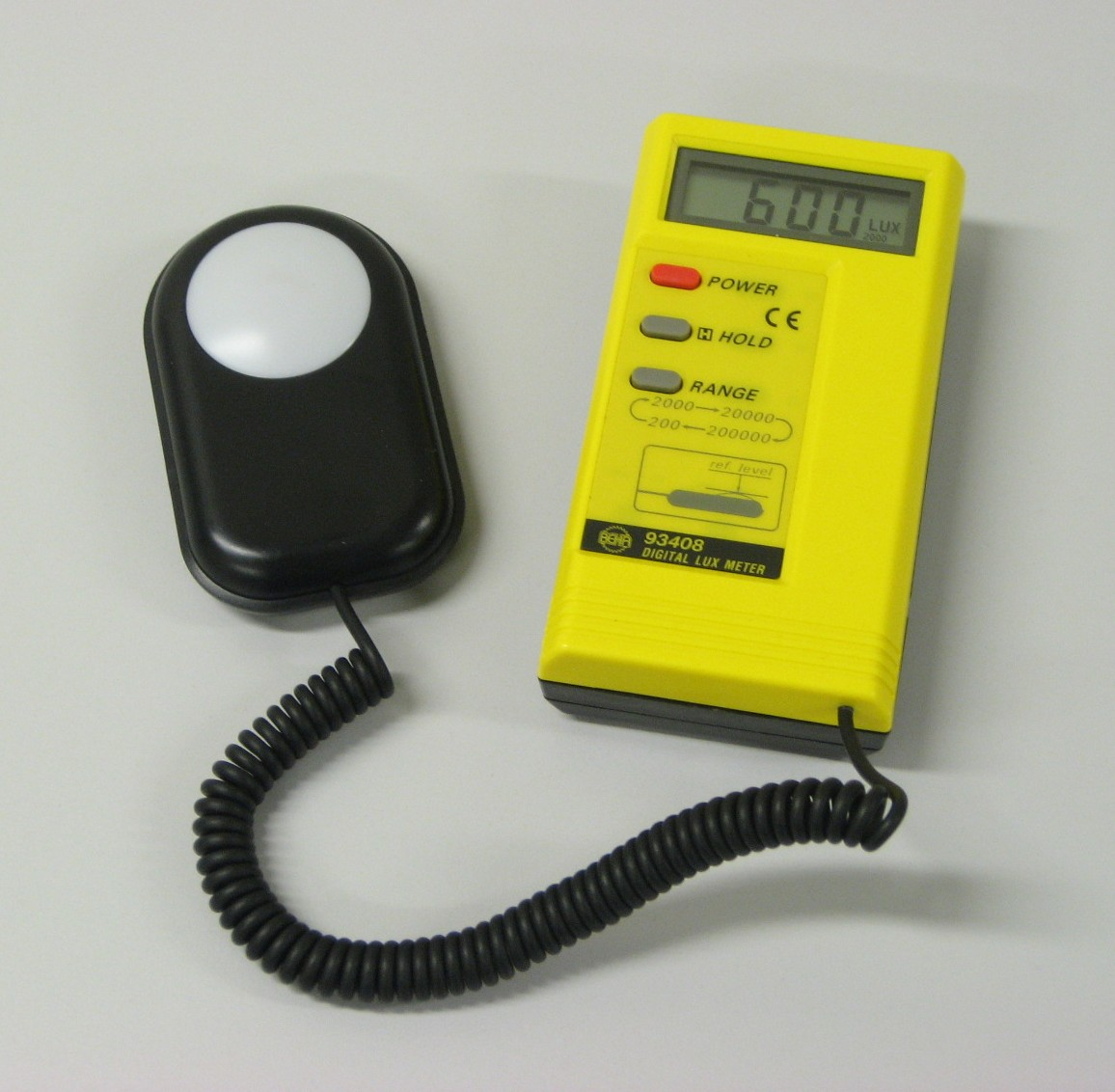
Люксметр с выносным фотоэлементом.

Люксме́тр (от лат. lux — «свет» и др.-греч. μετρέω «измеряю») — переносной прибор для измерения освещённости, один из видов фотометров.

## Описание
Простейший люксметр состоит из селенового фотоэлемента, который преобразует световую энергию в энергию электрического тока путём фотогальванического эффекта (возникновение фотоЭДС в полупроводнике под действием света), и измеряющего этот фототок стрелочного микроамперметра со шкалами, проградуированными в люксах - такой примитивный измерительный прибор работает без какого-либо дополнительного источника питания. Разные шкалы соответствуют различным диапазонам измеряемой освещённости; переход от одного диапазона к другому осуществляют с помощью переключателя, изменяющего сопротивление электрической цепи. (Например, люксметр типа Ю-16 имеет 3 диапазона измерений: до 25, до 100 и до 500 лк). Ещё более высокие освещённости можно измерять, используя надеваемую на фотоэлемент светорассеивающую насадку, которая ослабляет падающее на элемент излучение в определённое число раз (постоянное в широком интервале длин волн излучения).
Кривые относительной спектральной чувствительности селенового фотоэлемента и среднего человеческого глаза неодинаковы; поэтому показания люксметра зависят от спектрального состава излучения. Обычно приборы градуируются с лампой накаливания, и при измерении простыми люксметрами освещённости, создаваемой излучением иного спектрального состава (дневной свет, люминесцентное освещение), применяют полученные расчётом поправочные коэффициенты. Погрешность измерений такими люксметрами составляет не менее 10 % от измеряемой величины.
Люксметры более высокого класса оснащаются корригирующими светофильтрами, в сочетании с которыми спектральная чувствительность фотоэлемента приближается к чувствительности глаза; насадкой для уменьшения ошибок при измерении освещённости, создаваемой косо падающим светом; контрольной приставкой для поверки чувствительности прибора. Пространственные характеристики освещения измеряют люксметрами с насадками сферической и цилиндрической формы. Имеются модели люксметров с приспособлениями для измерения яркости. Погрешность измерений люксметрами высоких классов – порядка 1%.